# Кучино (Рязанская область)
Кучино — деревня в Спасском районе Рязанской области. Входит в Выжелесское сельское поселение

## География
Находится в центральной части Рязанской области на расстоянии приблизительно 26 км на восток-северо-восток по прямой от районного центра города Спасск-Рязанский.

## История
Отмечалась еще на карте 1797 года. На карте 1850 года показано как поселение с 62 дворами. В 1859 году здесь (тогда деревня Спасского уезда Рязанской губернии) было учтено 64 двора, в 1897 — 47.

## Население
Численность населения: 618 человек (1859 год), 509 (1897), 96 в 2002 году (русские 85 %), 93 в 2010.